# Chiesa di San Lorenzo (Trento)
La chiesa di San Lorenzo (o badia di San Lorenzo) è una chiesa cattolica situata a Trento. Già appartenente all'Ordine di San Benedetto e poi all'Ordine dei frati predicatori, è solitamente retto da un frate dell'Ordine dei frati minori cappuccini.

## Storia

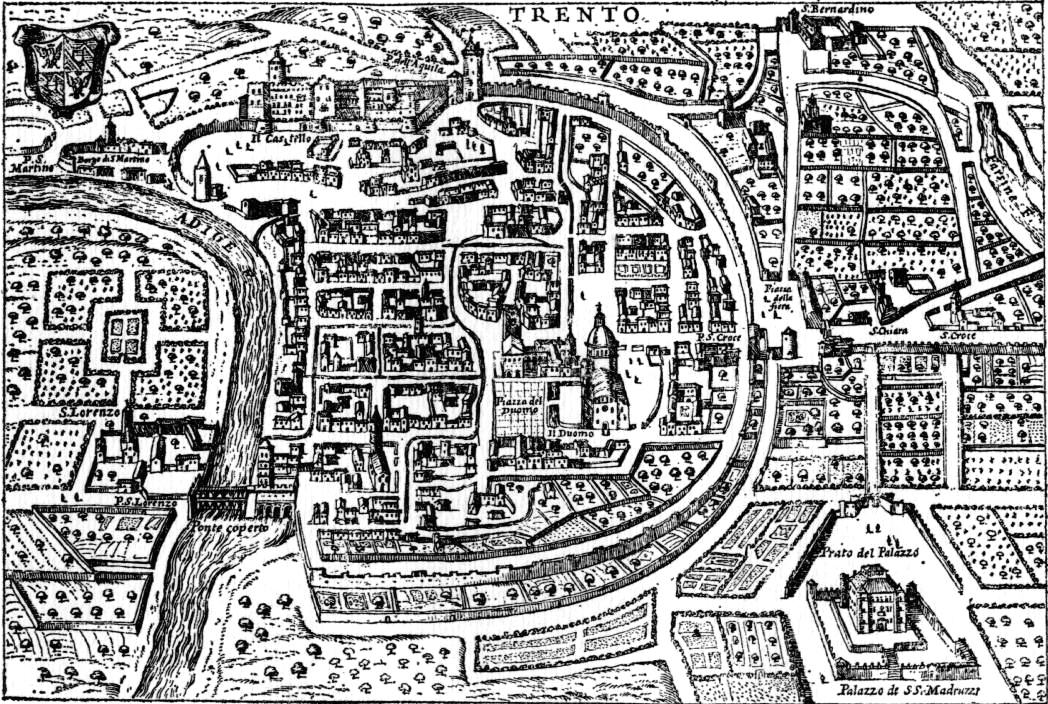
L'abbazia sulla destra orografica del fiume Adige in un'illustrazione del 1761

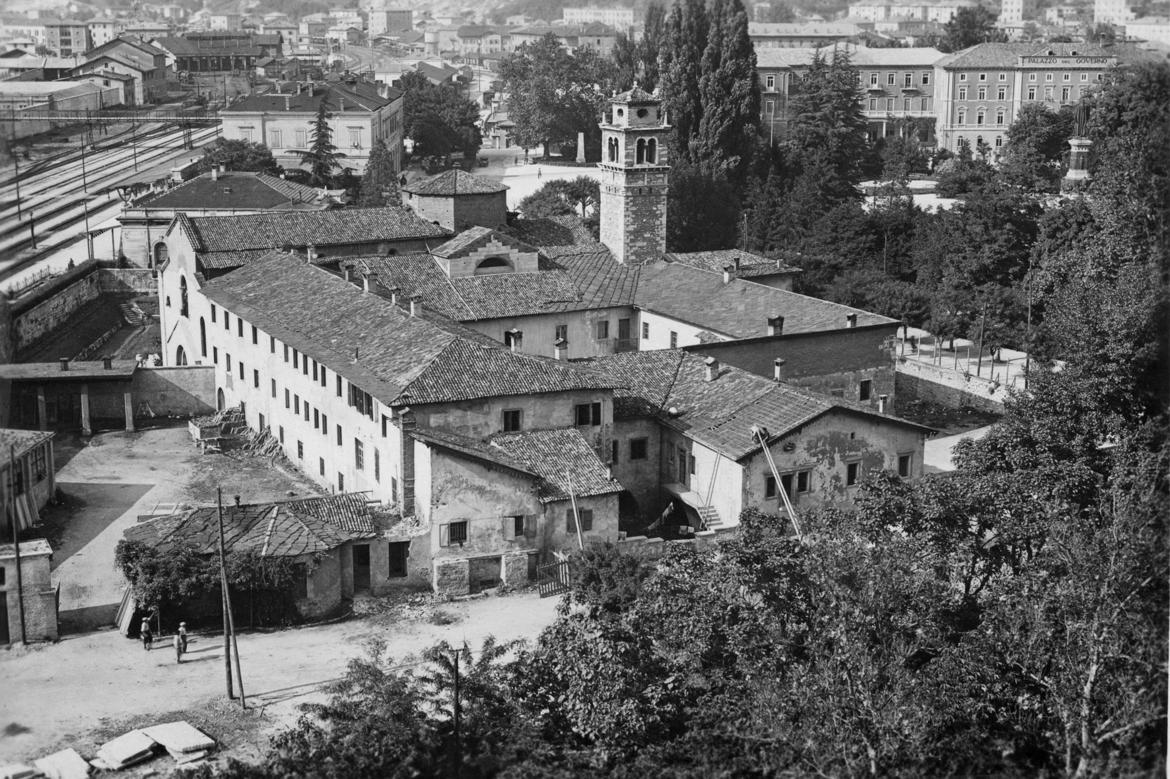
Il complesso verso il 1930, in una foto di Sergio Perdomi

La chiesa, insieme con un'abbazia, fu costruita a Trento dai monaci benedettini tra il 1166 e il 1183, provenienti dall'abbazia di San Benedetto di Albino (Bergamo). La tradizione popolare e certa bibliografia vogliono che nel luogo ove sorge San Lorenzo ci fosse un tempietto dedicato a "Larenzia", divinità pagana, di cui tuttavia non è emersa ancora alcuna traccia. Gli scavi archeologici condotti fra il 1995 e il 1998 hanno dimostrato comunque la frequentazione del sito in età romana, con opere di drenaggio su cui si impostano edifici a indicare un'occupazione stabile, probabilmente già dal II secolo. Tali edifici mostrano rifacimenti come tipico di strutture adoperate per lungo tempo ed in effetti una moneta di IV secolo proviene da un piano esterno ad un edificio che si distingue dagli altri per le caratteristiche costruttive più accurate, ciò che potrebbe indicare una sua destinazione pubblica. In uno dei sondaggi degli stessi scavi archeologici sono emersi i resti di un edificio ecclesiale: fondato forse già in età altomedievale risulta affrescato con motivi vegetali di un tipo diffuso fra il IX e l'XI secolo. Tale edificio potrebbe essere la chiesa del complesso monastico citato come esistente nel 1146. I gravi danni subiti dal terremoto del 1117 e il riordino del monastero comportarono la ricostruzione del tempio sacro della seconda metà del XII secolo. Secondo la regola vigente nel monastero (quella di San Benedetto da Norcia ora et labora) si alternavano ore di studio con il lavoro nei campi. L'appezzamento di terreno era situato tutto alla destra del fiume Adige, che, in quel tempo, divideva la città dal convento. Il complesso era poi collegato alla città da un ponte in legno coperto.

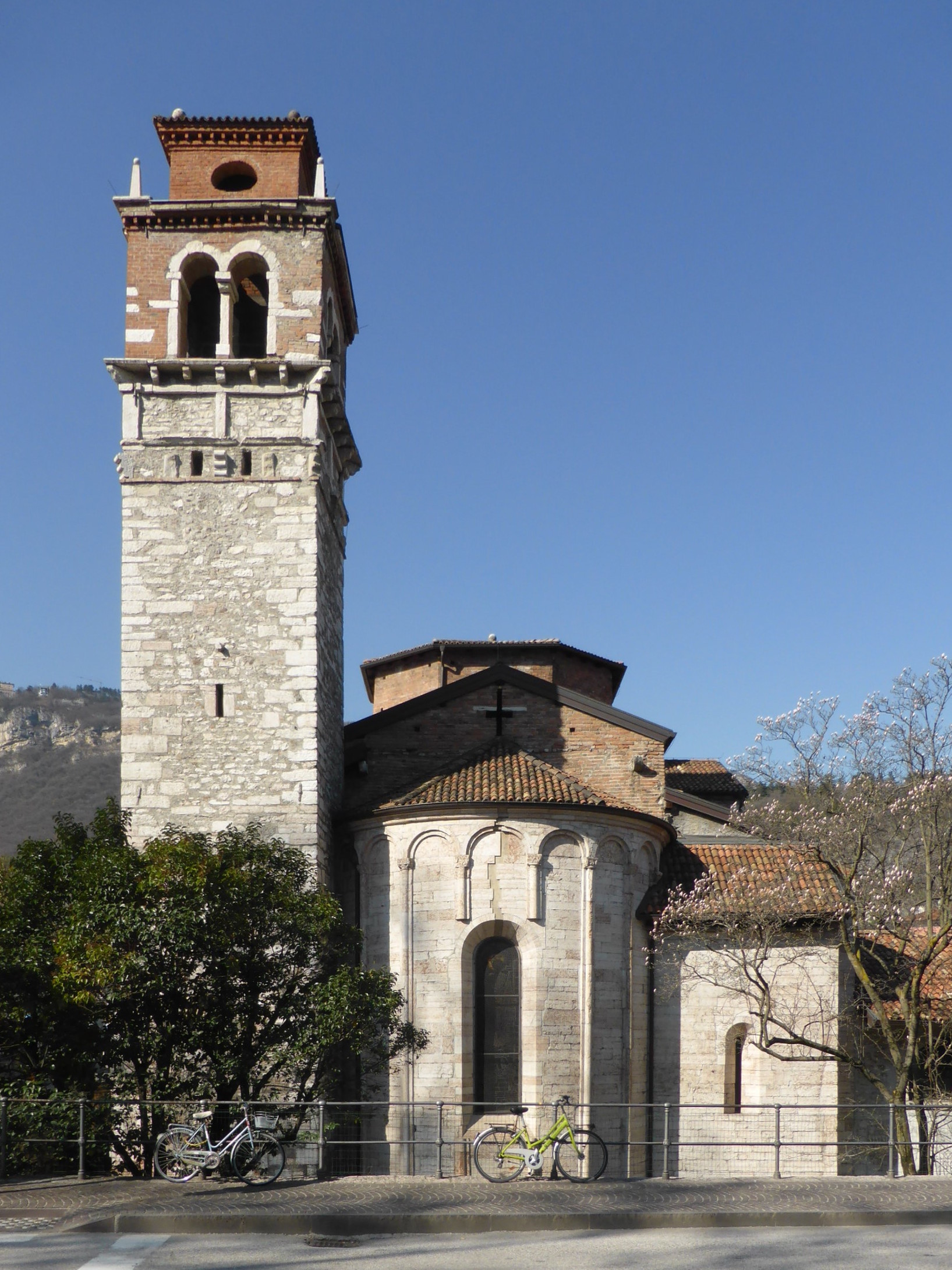
Campanile e abside della chiesa

Nel corso della sua storia l'abbazia venne tolta ai monaci benedettini e fu affidata ai frati domenicani (1248). Qui visse il famoso teologo e agiografo domenicano Bartolameo da Trento. I monaci, dopo aver lasciato posto ai Domenicani, si trasferirono presso la vicina chiesa di Sant'Apollinare: lì rimasero fino al 1425, e l'abbazia continuò a chiamarsi "di San Lorenzo", pur avendo altra sede; ebbero anche la responsabilità nella gestione del lebbrosario di San Nicolò.
Al convento era incorporata, almeno dal 1183 e fino al primo Seicento, la parrocchia sudtirolese di Ora, comprendente anche il circondario di Egna.
Nel 1778 il vescovo Pietro Vigilio Thun la trasformò in un carcere e nel corso dell'Ottocento divenne sede di un lazzaretto, di un ricovero e infine di un magazzino militare. Il convento e il chiostro vennero poi demoliti in epoca fascista (si possono notare ancora alcuni ruderi) e durante la seconda guerra mondiale il campanile e la chiesa subirono numerosi danni. Oggi si trova compressa tra la ferrovia, la stazione ferroviaria, la stazione autolinee e piazza Dante.
Nel 1955, per interessamento di padre Eusebio Jori, la chiesa venne restaurata e riaperta al culto, con la qualifica di Tempio Civico. Nel 1997/98 gli affreschi delle navate e l'apparato lapideo dei prospetti esterni della Chiesa di San Lorenzo sono stati restaurati dal Restauratore Enrico M. Colosimo e il suo staff.

## Descrizione

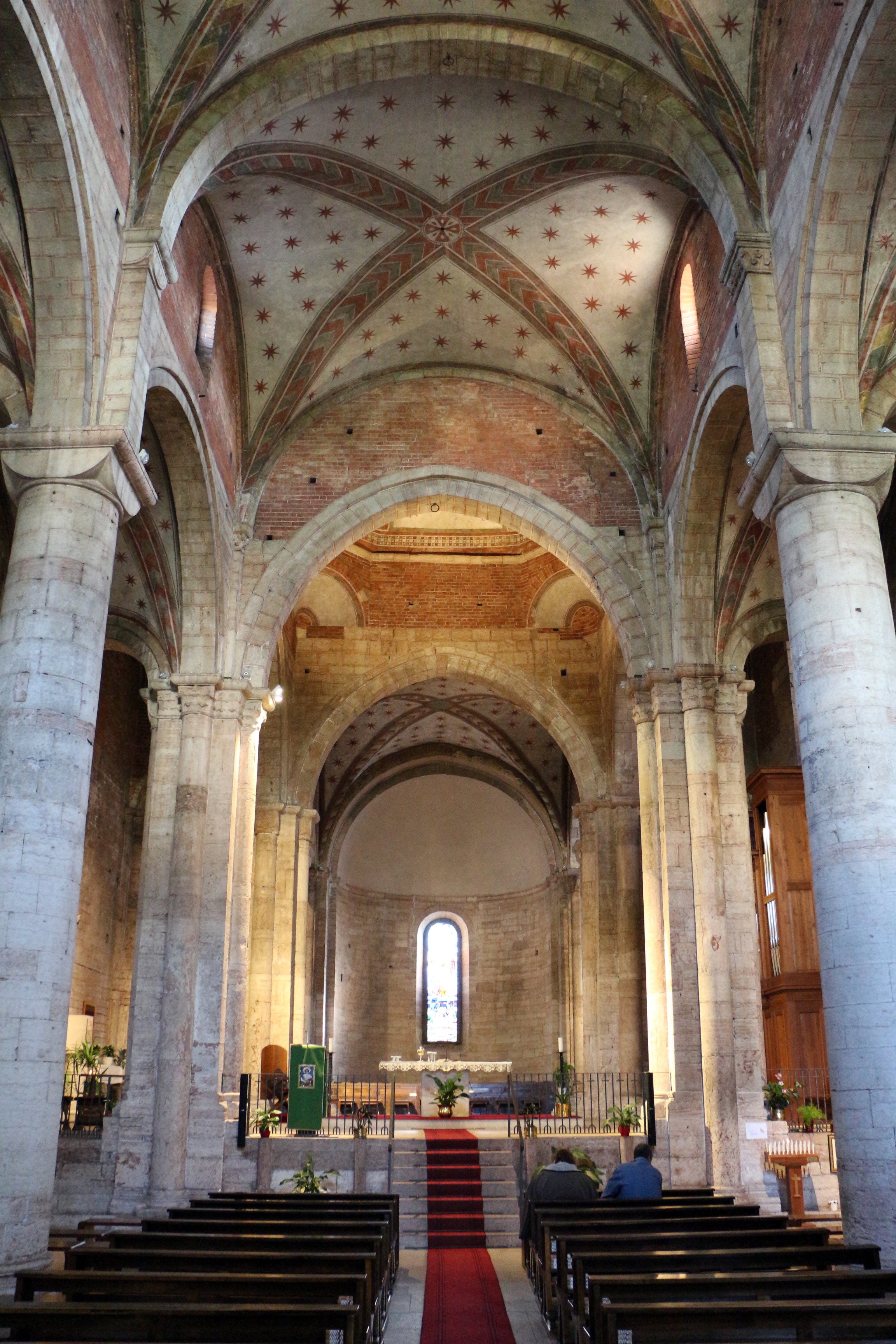
L'interno della chiesa

La facciata esterna della chiesa è a salienti, con paramento murario prevalentemente lapideo, ad esclusione della parte superiore, a mattoni; in essa si aprono due monofore ai lati e una trifora al centro, e sotto quest'ultima vi è il portale, leggermente strombato. Il campanile, decorato da quattro bifore (una per facciata) è costruito con materiale di riporto e risale alla prima metà del XVII secolo.
L'interno della chiesa è a tre navate, il presbiterio si prolunga in un'abside centrale a semicerchio, e in due absidiole corrispondenti alle navate laterali. Sopra di esso, in alto, si eleva una campata quadrata, retta da quattro pilastri polistili che sostengono il tiburio a pianta ottagonale. Al fine di conferirle stabilità, considerato il terreno limoso argilloso tuttora ricco di acque di falda, la costruzione si fonda su una griglia che lega fra di loro i muri perimetrali e le basi di colonne e pilastri: nei primi tempi era provvista di un protiro monumentale, abbattuto non molto tempo dopo.
L'arco trionfale separa l'aula destinata ai fedeli, dal transetto, dove è presente il presbiterio, il quale è riservato alla preghiera dei monaci.
Le volte a crociera infine sono affrescate da stelle rosse e azzurre in campo bianco.
Gli altari eretti in epoca barocca furono smantellati dopo la soppressione del convento e trasferiti in altre chiese della città, gli attuali sono di epoca recente.
La vetrata absidale raffigura San Lorenzo, mentre quelle laterali Santa Caterina da Siena e San Francesco d'Assisi.

### Organo a canne
Nel braccio di destra del transetto, a pavimento, si trova l'organo a canne Mascioni opus 1170, costruito nel 2005.
Lo strumento è a trasmissione integralmente meccanica e dispone di 19 registri, alcuni dei quali spezzati. Il materiale fonico è racchiuso all'interno di una cassa lignea con mostra composta da canne di principale disposte in più campi. La consolle è situata al centro del basamento della cassa ed è a finestra, con due tastiere di 54 note ciascuna e pedaliera dritta di 30 note.